# KWrite
KWrite è un semplice editor di testo per l'ambiente desktop KDE.

## Caratteristiche
- Esportazione in HTML
- Selezione a blocchi
- Code folding
- Segnalibri
- Evidenziazione di sintassi
- Selezione dell'encoding
- Selezione tipo di fine della riga (Unix, Windows, Macintosh)
- Completamento delle parole

## Tecnologia KParts
In KDE 2.x, KWrite non usava la tecnologia KParts, che permette di inserire un'applicazione in un'altra. In seguito, KWrite è stato riscritto usando questa funzione. Ciò permette all'utente, per esempio, di inserire l'editor Vim in KWrite. Altre opzioni vedono un editor basato sul Designer QT e sull'editor avanzato di KDE, Kate. Quest'ultimo è l'opzione di default.

## Percorso a KWrite
KWrite è parte del pacchetto kdebase. Recentemente è stato unito a Kate e, come tale, il suo sorgente si trova nella cartella kate/.